# If It Was You
If It Was You è il terzo album in studio del duo musicale alternative rock canadese Tegan and Sara, pubblicato nel 2002.

## Tracce
1. Time Running – 2:11
2. You Went Away – 2:00
3. Monday Monday Monday – 3:18
4. City Girl – 4:02
5. Not Tonight – 2:37
6. Underwater – 2:50
7. I Hear Noises – 3:35
8. Living Room – 2:50
9. Terrible Storm – 3:28
10. And Darling (This Thing That Breaks My Heart) – 1:42
11. Want to Be Bad – 3:55
12. Don't Confess – 4:32

## Formazione
Gruppo
- Tegan Quin - voce, chitarra, tastiere
- Sara Quin - voce, chitarra, tastiere

Collaboratori
- Rob Chursinoff - percussioni, batteria
- David Carswell - strumenti vari
- Michael Ledwidge - organo, tastiere
- Ezra Cipes - banjo